# Rujsca
Rujsca – osada w Polsce położona w województwie wielkopolskim, w powiecie poznańskim, w gminie Kostrzyn.
W latach 1975–1998 miejscowość administracyjnie należała do województwa poznańskiego.